# Сентрейлія (Айова)
Сентрейлія (англ. Centralia) — місто (англ. city) в США, в окрузі Дюб'юк штату Айова. Населення — 116 осіб (2020).

## Історія
Місто існує приблизно з 1850 року.

## Географія
Сентрейлія розташована за координатами 42°28′20″ пн. ш. 90°50′11″ зх. д. / 42.47222° пн. ш. 90.83639° зх. д. (42.472101, -90.836521).  За даними Бюро перепису населення США в 2010 році місто мало площу 1,50 км², уся площа — суходіл. В 2017 році площа становила 1,60 км², уся площа — суходіл.

## Демографія
Згідно з переписом 2010 року, у місті мешкали 134 особи в 52 домогосподарствах у складі 39 родин. Густота населення становила 89 осіб/км².  Було 54 помешкання (36/км²).
Расовий склад населення:
| - 98,5 % — білих |

До двох чи більше рас належало 1,5 %. Частка іспаномовних становила 0,0 % від усіх жителів.
За віковим діапазоном населення розподілялося таким чином: 20,9 % — особи молодші 18 років, 69,4 % — особи у віці 18—64 років, 9,7 % — особи у віці 65 років та старші. Медіана віку мешканця становила 39,5 року. На 100 осіб жіночої статі у місті припадало 100,0 чоловіків;  на 100 жінок у віці від 18 років та старших — 103,8 чоловіків також старших 18 років.
Середній дохід на одне домашнє господарство  становив 61 302 долари США (медіана — 50 938), а середній дохід на одну сім'ю — 72 370 доларів (медіана — 73 750). За межею бідності перебувало 4,5 % осіб, у тому числі 3,6 % дітей у віці до 18 років та 0,0 % осіб у віці 65 років та старших.
Цивільне працевлаштоване населення становило 89 осіб. Основні галузі зайнятості: освіта, охорона здоров'я та соціальна допомога — 28,1 %, виробництво — 14,6 %, роздрібна торгівля — 10,1 %, транспорт — 9,0 %.